# Škoda Octavia
Škoda Octavia je majhen družinski avtomobil, ki ga izdeluje češki proizvajalec avtomobilov Škoda Auto od konca leta 1996. Ime si deli s prejšnjim modelom, ki so ga izdelovali med letoma 1959 in 1971. Do danes so bile predstavljene štiri generacije sodobnega modela Octavia, dobavljiv je samo kot petvratna limuzina ali kot petvratni karavan. Avto ima motor spredaj, na voljo sta tako sprednji kot štirikolesni pogon. V dveh desetletjih prisotnosti na trgu je bilo prodanih približno pet milijonov enot. Octavia je Škodin najbolj priljubljen model; približno 40 % vseh novo izdelanih Škodinih avtomobilov je Octavia.
Izvedenke trenutne generacije
Trenutna generacija je na voljo v široki paleti izvedenk, npr.: športna Octavia RS,  Octavia Combi s štirikolesnim pogonom, varčna Octavia GreenLine, Octavia G-TEC s pogonom na stisnjeni plin in Octavia Scout za na teren.